# Sanctanus sanctus
Sanctanus sanctus är en insektsart som beskrevs av Thomas Say 1830. Sanctanus sanctus ingår i släktet Sanctanus och familjen dvärgstritar. Inga underarter finns listade i Catalogue of Life.